# Marianne (fransk nationalsymbol)

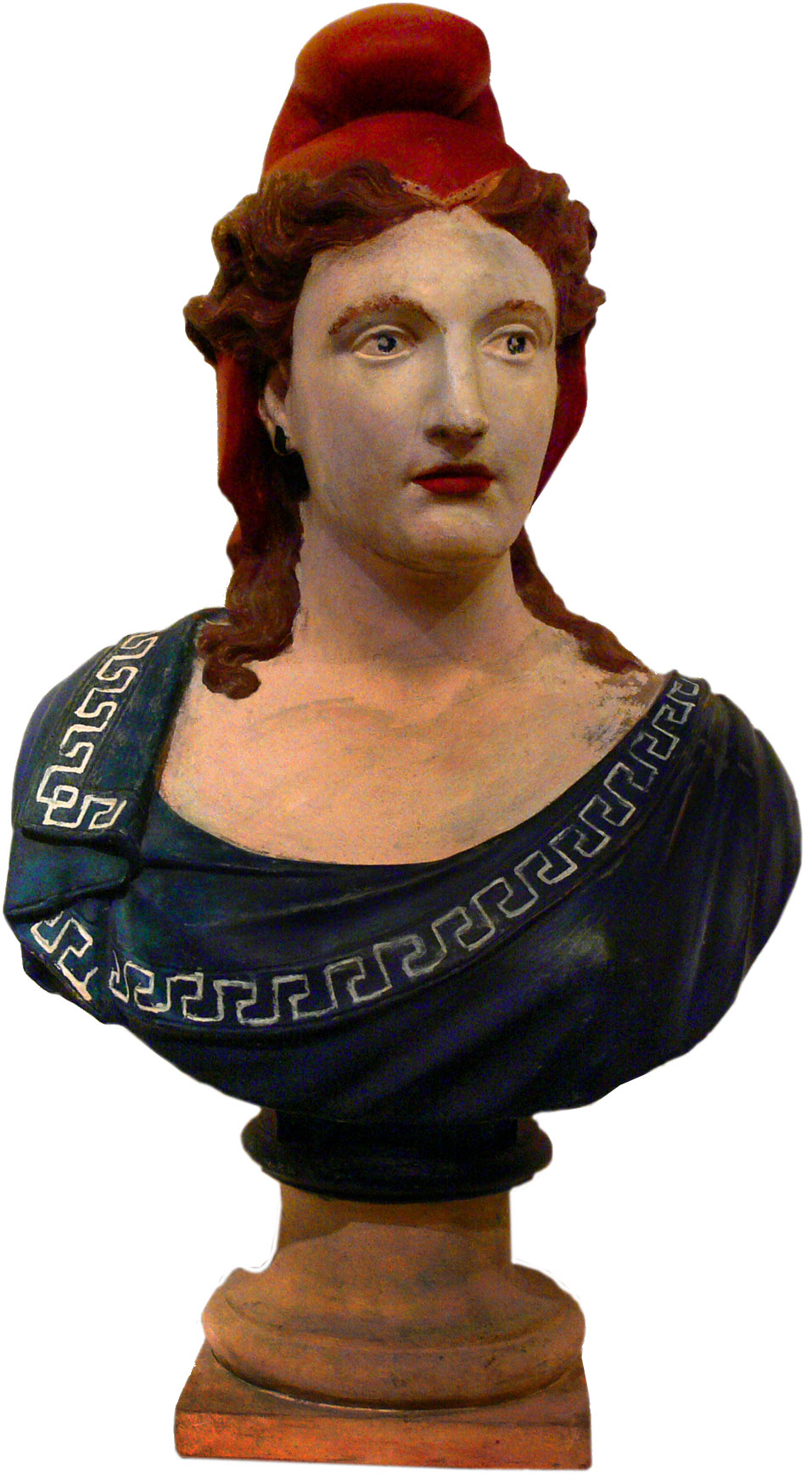
Marianne, symbol för Frankrike.

Marianne är en fransk nationalsymbol i linje med Uncle Sam eller Moder Svea. Hon förekommer ibland i politiska skämtteckningar, då vanligen interagerande med andra personifierade nationer. Marianne omnämndes första gången år 1792, i samband med republikens införande i Frankrike. Hon är ofta klädd med en röd frygisk mössa på huvudet.

## Källhänvisningar
1. ↑  "Marianne". NE.se. Läst 23 december 2014.